# تايلر بيغز
تايلر بيغز (بالإنجليزية: Tyler Biggs)‏ هو لاعب هوكي جليد أمريكي وكندي، ولد في 30 أبريل 1993 في سينسيناتي في الولايات المتحدة.

## وصلات خارجية
- تايلر بيغز على موقع دوري الهوكي الوطني (الإنجليزية)
- تايلر بيغز على موقع EliteProspects.com (الإنجليزية)
- تايلر بيغز على موقع HockeyDB.com (الإنجليزية)